# Whippoorwill (Oklahoma)
Whippoorwill es un lugar designado por el censo ubicado en el condado de Osage en el estado estadounidense de Oklahoma. En el Censo de 2020 tenía una población de 75 habitantes y una densidad poblacional de 129,31 habitantes por km². Fue incluido como CDP en el censo de 2020.

## Geografía
Whippoorwill se encuentra ubicado en las coordenadas 36°54′44″N 96°7′43″O / 36.91222, -96.12861. Según la Oficina del Censo de los Estados Unidos,  tiene una superficie total de 0,58 km², de la cual 0,53 km² corresponden a tierra firme y 0,05 km² a agua.